# Xanthopastis molinoi
Xanthopastis molinoi är en fjärilsart som beskrevs av Dyar 1919. Xanthopastis molinoi ingår i släktet Xanthopastis och familjen nattflyn. Inga underarter finns listade i Catalogue of Life.